# Prince of Persia: The Lost Crown
Prince of Persia: The Lost Crown est un jeu vidéo d'action-aventure et de plates-formes développé par Ubisoft Montpellier et édité par Ubisoft, sorti en janvier 2024 sur Windows, PlayStation 4, PlayStation 5, Xbox One, Xbox Series, Nintendo Switch et Amazon Luna. Il fait partie de la franchise Prince of Persia. Il est annoncé lors du Summer Game Fest du 8 juin 2023. Le jeu est un retour aux sources de la franchise Prince of Persia[réf. nécessaire].

## Trame
L'action de Prince of Persia: The Lost Crown prend place dans un monde fictif inspiré de la mythologie perse.
Le jeu met en scène Sargon, un guerrier membre des Immortels, une troupe de soldats d’élite au service de la reine de Perse, qui est doué d'une grande agilité et de capacités surhumaines. Son apparence est décrite comme suit : une couleur de peau sombre, un visage arborant des bijoux et des colliers ainsi qu'une touffe de cheveux composée de mèches tressées et d'un contour rasé de près sur les côtés.
Sargon part au secours du prince Ghassan de Persépolis, retenu au Mont Qaf à la suite de son enlèvement. Il est accompagné au cours de son périple par d'autres combattants amis : Artaban, Vahram, Menolias et Orod. Il est armé de deux épées Qaïs et Laïla.

## Système de jeu
Prince of Persia: The Lost Crown est un metroidvania qui mêle des mécaniques d'un jeu d'action-aventure, de plates-formes et d'éleménts de puzzle,. Le joueur contrôle un guerrier qu'il déplace en respectant le défilement horizontal des niveaux dans des environnements en 2,5D. De par les aptitudes surnaturelles du personnage, le joueur peut sauter, double-sauter et effectuer un dash vers l'avant même dans les airs.

## Développement
Prince of Persia: The Lost Crown est développé par le studio montpelliérain interne à Ubisoft. La franchise Prince of Persia débute en 1989. La licence est rachetée en 2001 par Ubisoft qui publie à partir de 2003 de nombreuses suites jusqu'en 2010, date à laquelle sort le dernier opus principal Prince of Persia : Les Sables oubliés.
The Lost Crown est réalisé par Mounir Radi.

### Bande-son
Les musiques du jeu sont orchestrées à partir d'instruments traditionnels par Mentrix, un compositrice d'origine iranienne, alors que celles des combats de boss sont spécifiquement conçues par Gareth Coker grâce à des sons orchestraux,. Le jeu est intégralement doublé en farsi.

## Annonces
En juin 2023, le jeu est dévoilé grâce à une bande-annonce et des illustrations lors de l'ouverture du Summer Game Fest,. Au cours d'une conférence organisée par Ubisoft, une autre bande-annonce évoque le gameplay du jeu.
En novembre 2023, une démo du jeu est jouable pendant la Paris Games Week.
En décembre 2023, Prince of Persia: The Lost Crown est présenté aux cours des Game Awards par le biais d'une nouvelle bande-annonce centrée sur l'histoire du jeu tandis qu'une autre démo est prévue pour le 11 janvier 2024.

## Accueil

### Pré-publication
Selon une preview du site Gamekult, invité par Ubisoft Montpellier fin 2023 pour tester le jeu au cours d'une session de trois heures, Prince of Persia: The Lost Crown « s'annonce comme un excellent cru ». Le journaliste révèle que le level design rappelle celui du premier opus de la série, sorti en 1989, tout en s'inspirant d'éléments de metroidvania plus moderne comme Hollow Knight ou Ori and the Blind Forest. Le site JeuxActu, qui a bénéficié du même traitement, établi le même constat et estime que le jeu « s'annonce déjà comme l'un des très bons jeux de [2024] » grâce à « un gameplay à la fois nerveux, intéressant et équilibré ».

### Accueil critique
Prince of Persia: The Lost Crown reçoit un accueil critique « généralement favorable » d'après l'agrégateur de notes Metacritic qui établit un score global de 84 à 87 % selon la plate-forme.

### Ventes
Fin janvier 2025, le jeu s'est écoulé à plus de 1,3 millions d'exemplaires,.
Le 1er mai 2025, Prince of Persia: The Lost Crown dépasse le cap des 2 millions de joueurs,.

### Récompenses et nominations
Le jeu remporte le prix de « Meilleur jeu vidéo » lors de la cérémonie des Pégases 2025, ainsi que les prix « Meilleur univers sonore », « Meilleur game design » et « Meilleur accessibilité » (soit l'ensemble des prix pour lesquels il était nommé).

### Galerie artistique
- Ubisoft, « Art Blast », sur ArtStation, 7 mars 2024 : recueil de concept arts et de bandes de démonstration du jeu fini.